# Taco Mesdag

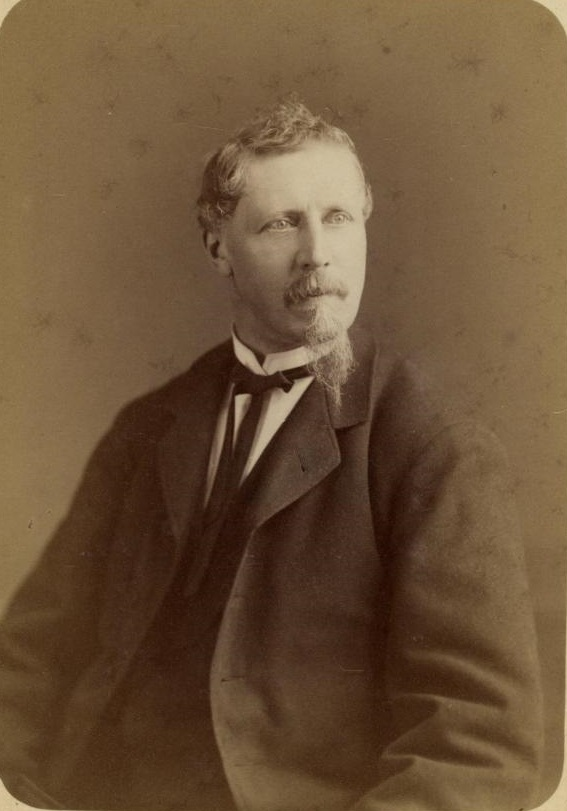
Taco Mesdag um 1880

Taco Mesdag (* 21. September 1829 in Groningen; † 4. August 1902 in Den Haag) war ein niederländischer Bankier und Maler.

## Leben
Taco Mesdag wurde am 21. September 1829 in Groningen als Sohn des Bankiers Klaas Mesdag und Johanna Willemina  geboren. Gemeinsam mit seinem jüngeren Bruder Henry arbeitete er im Bankgeschäft der Familie. Er entschloss sich 1881 für die Malerei, wie auch sein Bruder Hendrik Willem Mesdag, der sich als Marine- und Landschaftsmaler einen Namen machte. 
Im Jahr 1882 heiratete er Geesje van Calcar (1850/51–1936). Sie ließen sich in Scheveningen/Den Haag nieder, blieben aber ihrer Heimatregion verbunden. So stellten sie regelmäßig in Groningen aus und verbrachten jedes Jahr die Sommermonate auf ihrem Bauernhof „huize Rezzago“ in Vries in der Gemeinde Tynaarlo an der Grenze zwischen Groningen und Drenthe. In diesem Sommeratelier konnten sie im Freien arbeiten und Mesdag arbeitete dort als Landschaftsmaler. Auch sein Bruder Hendrik Willem Mesdag und seine Schwägerin Sientje Mesdag-van Houten wohnten und arbeiteten regelmäßig dort.
Gemeinsam waren sie bei den Pulchri Studio der Haager Schule aktiv. Hendrik Mesdag fungierte als Präsident und Taco Mesdag als Schatzmeister. Unterricht nahm Taco Mesdag bei Paul Gabriël.
Daneben sammelte er auch zusammen mit seiner Frau Kunst. Nach seinem Tod wurden viele seiner Arbeiten und eine große Sammlung von Gemälden der Haager Schule von seiner Witwe dem Antiquitätenmuseum, dem heutigen Groninger Museum gestiftet.  1903 konnte ihre Sammlung auf einer von der Rotterdamer Kunstakademie („Academie voor beeldende kunsten en technische wetenschappen“, heutiger Name Willem de Kooning Academie) organisierten Kunstausstellungen („kunstbeschouwingen“) besichtigt werden, die nur für Mitglieder zugänglich war. 1910 folgte eine Ausstellung im Pulchri Studio.

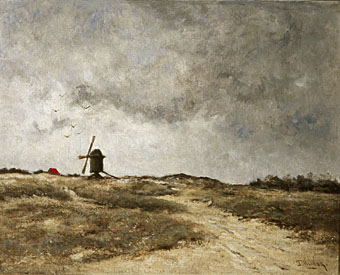
Windmühle in Leende, um 1880
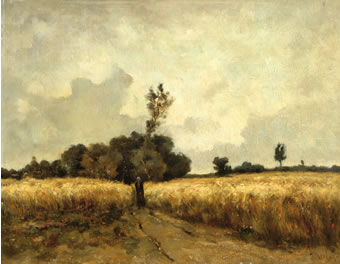
Kornfelder in Drenthe, um 1880
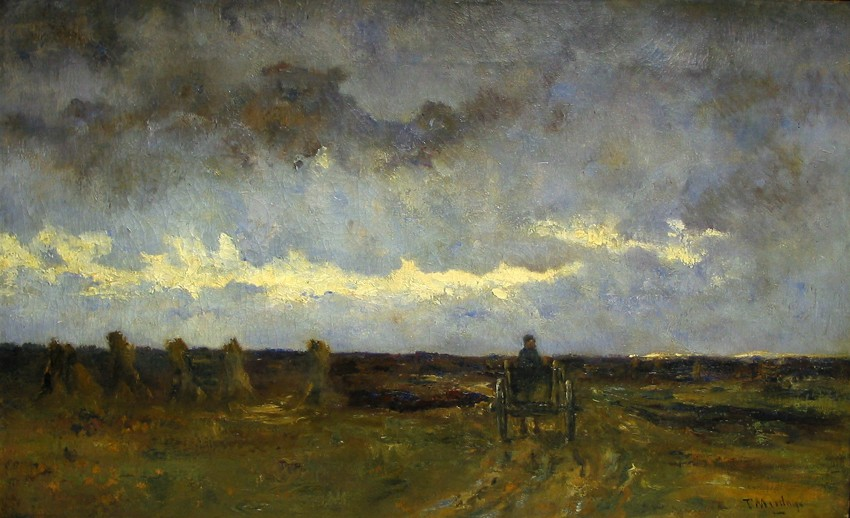
Heidelandschaft
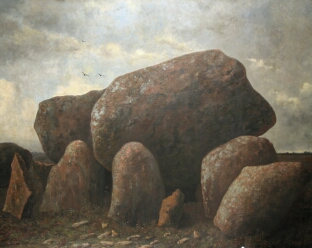
Dolmen bei Taarlo